# Bussy-le-Repos (Yonne)
Bussy-le-Repos település Franciaországban, Yonne megyében. Lakosainak száma 455 fő (2022. január 1.). Bussy-le-Repos Rousson, Chaumot, Piffonds, Saint-Julien-du-Sault, Saint-Martin-d’Ordon, Verlin és Villeneuve-sur-Yonne községekkel határos.

## Népesség
A település népességének változása:
| Lakosok száma | 426  | 443  | 458  | 452  | 454  | 457  | 456  | 454  | 455  |
|               | 2013 | 2015 | 2016 | 2017 | 2018 | 2019 | 2020 | 2021 | 2022 |